# Seznam zápasů kostarické fotbalové reprezentace na MS
Kostarická fotbalová reprezentace byla celkem 6x na mistrovstvích světa ve fotbale a to v letech 1990, 2002, 2006, 2014, 2018 a 2022.
- Aktualizace po MS 2022 – Počet utkání – 21 – Vítězství – 7x – Remízy – 3x – Prohry – 11x

| Číslo | Soupeř         | Výsledek           | MS      | Fáze turnaje       | Góly Kostariky                                                                                 |
| ----- | -------------- | ------------------ | ------- | ------------------ | ---------------------------------------------------------------------------------------------- |
| 1.    | Skotsko        | 1 – 0              | MS 1990 | základní skupina C | Juan Cayasso                                                                                   |
| 2.    | Brazílie       | 0 – 1              | MS 1990 | základní skupina C | Ne                                                                                             |
| 3.    | Švédsko        | 2 – 1              | MS 1990 | základní skupina C | Róger Flores, Hernán Medford                                                                   |
| 4.    | Československo | 1 – 4              | MS 1990 | osmifinále         | Rónald González                                                                                |
| 5.    | Čína           | 2 – 0              | MS 2002 | základní skupina C | Rónald Gómez, Mauricio Wright                                                                  |
| 6.    | Turecko        | 1 – 1              | MS 2002 | základní skupina C | Winston Parks                                                                                  |
| 7.    | Brazílie       | 2 – 5              | MS 2002 | základní skupina C | Paulo Wanchope, Rónald Gómez                                                                   |
| 8.    | Německo        | 2 – 4              | MS 2006 | základní skupina A | Paulo Wanchope (2)                                                                             |
| 9.    | Ekvádor        | 0 – 3              | MS 2006 | základní skupina A | Ne                                                                                             |
| 10.   | Polsko         | 1 – 2              | MS 2006 | základní skupina A | Rónald Gómez                                                                                   |
| 11.   | Uruguay        | 3 – 1              | MS 2014 | základní skupina D | Joel Campbell, Óscar Esaú Duarte Gaitán, Marco Ureña                                           |
| 12.   | Itálie         | 1 – 0              | MS 2014 | základní skupina D | Bryan Ruiz                                                                                     |
| 13.   | Anglie         | 0 – 0              | MS 2014 | základní skupina D | Ne                                                                                             |
| 14.   | Řecko          | 1 – 1 (pen. 5 - 3) | MS 2014 | osmifinále         | Bryan Ruiz penalty: Celso Borges, Bryan Ruiz, Giancarlo González, Joel Campbell, Michael Umaña |
| 15.   | Nizozemsko     | 0 – 0 (pen. 3 - 4) | MS 2014 | čtvrtfinále        | penalty: Celso Borges, Giancarlo González, Christian Bolaños                                   |
| 16.   | Srbsko         | 0 – 1              | MS 2018 | základní skupina E | Ne                                                                                             |
| 17.   | Brazílie       | 0 – 2              | MS 2018 | základní skupina E | Ne                                                                                             |
| 18.   | Švýcarsko      | 2 – 2              | MS 2018 | základní skupina E | Kendall Waston, Bryan Ruiz (penalta)                                                           |
| 19.   | Španělsko      | 0 – 7              | MS 2022 | základní skupina E | Ne                                                                                             |
| 20.   | Japonsko       | 1 – 0              | MS 2022 | základní skupina E | Keysher Fuller                                                                                 |
| 21.   | Německo        | 2 – 4              | MS 2022 | základní skupina E | Yeltsin Tejeda, Juan Pablo Vargas                                                              |